# Delivered duty unpaid
Las siglas DDU, acrónimo del término en inglés: Delivered Duty Unpaid, traducido por «Entregada derechos no pagados, lugar de destino convenido» se refieren a un Incoterm, o término de comercio internacional que se utiliza en operaciones de compraventa internacional. En su formulación contractual, el término DDU es seguido obligatoriamente por el nombre del punto de destino.

## Descripción del DDU
Una operación DDU establece que el vendedor paga los costes de transporte y asume los riesgos que esto implica, hasta que los bienes hayan sido entregados, exceptuando el pago de los impuestos de aduana. El comprador es responsable tanto de los costes como de los riesgos de la descarga, despacho aduanero de importación y cualquier entrega subsecuente más allá del lugar de destino.
Este término DDU se utiliza independientemente del modo de transporte (marítimo, fluvial, aéreo, por ferrocarril, por carretera, intermodal y multimodal). Sin embargo, cuando la entrega se realiza en el puerto de destino, tanto en el muelle como a bordo del barco, es más apropiado utilizar los términos DES o DEQ.

## Uso del término DDU
Con este Incoterm se negocia un punto de entrega de la mercancía que puede ser cualquier punto del país de destino (depende del medio de transporte utilizado), incluso los locales de un cliente del importador. DDU es un Incoterm relativamente poco utilizado para la gran flexibilidad que tiene.
Se debe utilizar para mercancías en carga completa o grupaje, no para graneles. El uso de este Incoterm es incompatible con un crédito documentario.